# 重政誠之

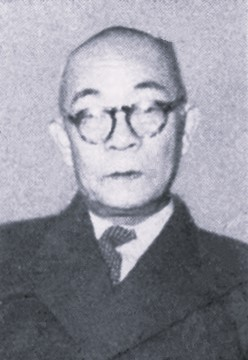
重政誠之

重政 誠之（しげまさ せいし、1897年3月20日 - 1981年6月3日）は、日本の農商務官僚、政治家。元衆議院議員。従三位勲二等旭日重光章。参議院副議長を務めた重政庸徳は兄で、安倍源基は親戚。

## 来歴・人物
広島県深安郡神辺町（現福山市）に生まれる。広島県立福山中学（現・広島県立福山誠之館高等学校）、第六高等学校 (旧制)を経て東京帝国大学法学部を卒業後、1923年、農商務省に入省。小磯内閣の農商次官、農業報国会理事、東久邇宮内閣の農林次官を歴任、商工省の岸信介とともに官僚の双璧と言われた。戦後は占領軍に公職追放された。
1948年9月10日には昭和電工疑獄事件で嫌疑がかけられ逮捕され、一部無罪となるものの懲役1年・執行猶予1年が確定した。
1952年の第25回衆議院議員総選挙に自由党公認で旧広島3区から立候補し初当選、6期務める（当選同期に福田赳夫・大平正芳・黒金泰美・内田常雄・丹羽喬四郎・植木庚子郎・灘尾弘吉・宇都宮徳馬・加藤精三・山崎巌・今松治郎・町村金五・古井喜実など）。農商務省時代に、当時朝日新聞記者だった河野一郎と親交を持ち、自民党では河野派（春秋会）に所属、派閥の金庫番あるいは代貸し的な存在となった。1962年、第2次池田第2次改造内閣で農林大臣として入閣を果たし、米価問題では「米価は徳川時代から政治米価」と語るなど農政に力を発揮した。
1965年7月に河野が死去すると、旧河野派（春秋会）代表幹事・最高顧問格として派閥の実質的なトップとなるが、社長と親交のあった共和製糖に、農相時代に払い下げた国有林を担保に、同社が農林中央金庫から不正融資を受けていた事件が発覚し（共和製糖事件）、事件への関与が疑われ秘書が政治資金規正法違反で逮捕されたことも影響して指導力が失われた。この過程で1966年12月に中曽根康弘らが「新政同志会」を結成し、旧河野派の多くを引き連れて派閥を離脱したこともあり、重政は森清に春秋会の実権を譲った。1967年、一連の政界黒い霧が注目を集める中行われた第31回衆議院議員総選挙では、「事件はマスコミのでっち上げだ」と訴えて6回目の当選を果たしたが、1969年の第32回衆議院議員総選挙では落選し、政界を引退した。1981年6月3日死去。享年84。墓所は青山霊園。元農林大臣重政誠之と顕彰碑が建っている。

## 家族・親族
- 妻千代子（広島県、秋山雅之介二女）
- 兄庸徳